# Glocken im Kloster Unser Lieben Frauen

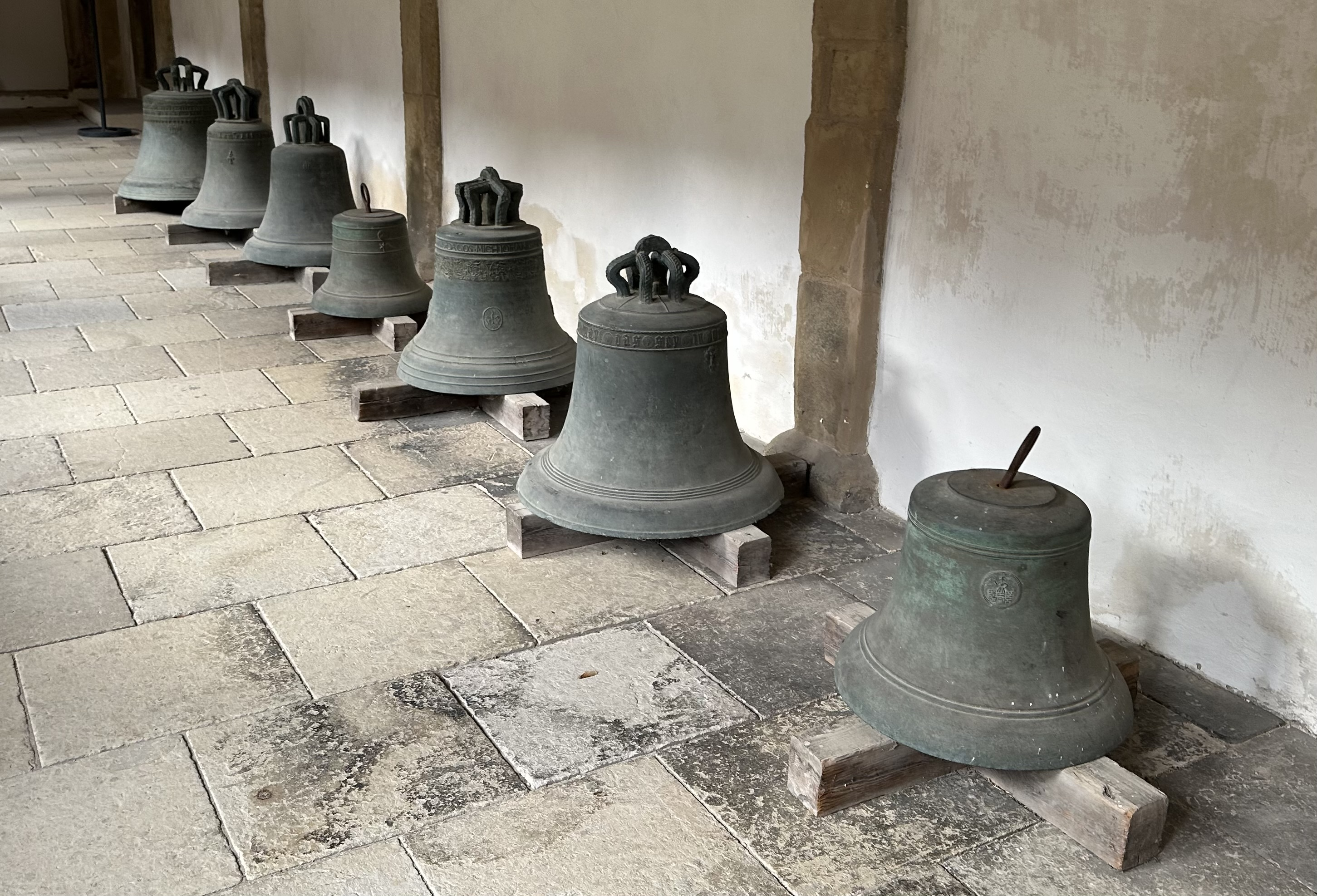
Sieben Bronzeglocken im Kreuzgang, 2024

Die Glocken im Kloster Unser Lieben Frauen sind sieben Glocken in Magdeburg in Sachsen-Anhalt.

## Standort
Die Glocken befinden sich im Kreuzgang des Klosters Unser Lieben Frauen in der Magdeburger Altstadt.

## Geschichte und Beschaffenheit

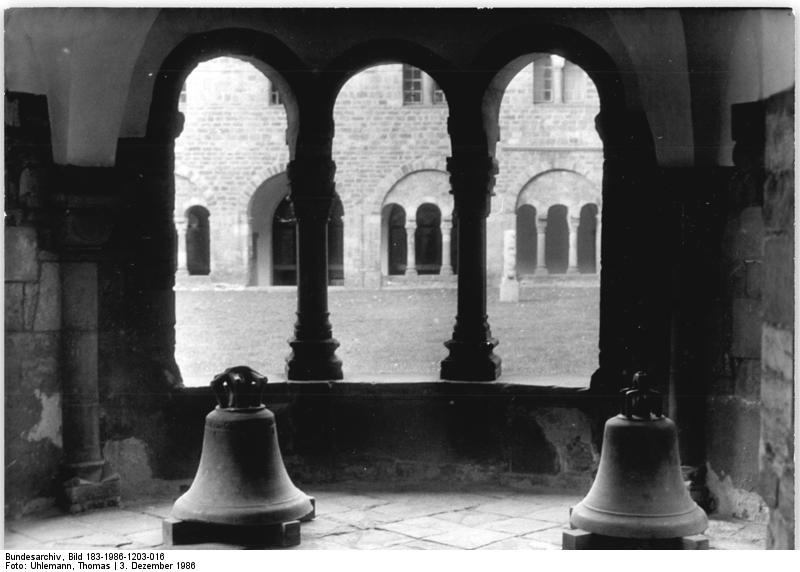
Glocken im Jahr 1986

Bei den sieben Glocken handelt es sich um historische Bronzeglocken. Ihre Herkunft galt als unklar, konnte jedoch zum Teil ermittelt werden. Es wird vermutet, dass die Glocken größtenteils im Zweiten Weltkrieg für Rüstungszwecke beschlagnahmt wurden und auf den Glockenfriedhof nach Hamburg gelangten, dort es jedoch nicht mehr zur Einschmelzung kam. Die gemäß Kontrollratsbeschluss aus dem Jahr 1948 erfolgte Rücksendung solcher Glocken an ihre Eigentümer, wurde auch über ein Zwischenlager in Magdeburg abgewickelt. Möglicherweise handelt es sich bei den Glocken im Kreuzgang des Klosters Unser Lieben Frauen um Glocken, die dann nicht mehr zugeordnet werden konnten und daher in Magdeburg verblieben. Denkbar ist jedoch auch, dass sie erst etwa in den 1970er Jahren als ausgesonderte Glocken nach Magdeburg kamen und ihre Einschmelzung für ein neues Geläut des Klosters beabsichtigt war, aber nicht umgesetzt wurde.
Ursprünglich befanden sich zumindest noch fünf weitere Glocken im Kloster. Sie standen dann jedoch gesondert als Glocken auf dem Johanniskirchhof im öffentlichen Raum.
Im Einzelnen bestehen im Kreuzgang des Klosters heute folgende Glocken (von links nach rechts):
| Nummer | Bild | Beschreibung | Entstehungszeit | Glockengießer             | ehemaliger Standort |
| ------ | ---- | --- | --------------- | ------------------------- | --- |
| 1      |      | Doppelläufige Inschrift: IN GOTTES NAMEN AVS DEM FEVRE GEFLOSSEN M WEIN ZU NORTHEIM BIN ICH GEGOSSEN // SOLI DEO GLORIA ANNO DOMINI 1590 CKEN RODEN HAT MICH GEGOSSEN | 1590            | Winert Roden aus Northeim | St. Katharina in Wintzingerode in Thüringen |
| 2      |      | Inschrift: v d m i e hilb gott av aller not m eivighet ame 1556 Glocke ist gesprungen, der Sprung aufgesägt                                                           | 1556            |                           | Gut Silkerode in Thüringen Ursprünglich in der St. Nicolai-Kirche in Silkerode, 1885 an Major August Freiherr von Minnigerode-Allerburg verkauft und im Glockenhaus am Mausoleum im Park des Rittergutes II Unterhof aufgehängt. |
| 3      |      | ohne Inschrift |                 |                           | unbekannt |
| 4      |      | Magdeburger Wappen |                 |                           | unbekannt |
| 5      |      | Inschrift: JACOBVS KRAVSOLD F.S.A V.W DA GOS MICH IOHAN PERGER ZV WEIMAR 1665                                                                                         | 1665            | Johann Berger aus Weimar  | Nauendorf bei Apolda in Thüringen |
| 6      |      | Inschrift: maria muter reine mayt das sey ir gesait o bone puer |                 |                           | wohl Dorfkirche Bischheim in Bischheim in Sachsen |
| 7      |      | Magdeburger Wappen |                 |                           | unbekannt |